# Jean-François Di Martino
Jean-François Di Martino (* 2. März 1967 in Enghien-les-Bains) ist ein ehemaliger französischer Degenfechter.

## Erfolge
Jean-François Di Martino wurde 1999 in Seoul mit der Mannschaft Weltmeister. Darüber hinaus sicherte er sich 1999 in Bozen im Mannschaftswettbewerb Silber bei den Europameisterschaften. Im Einzel gewann er 1996 in Limoges Silber und 1993 in Linz Bronze. Zweimal nahm Di Martino an Olympischen Spielen teil: 1992 verpasste er in Barcelona als Viertplatzierter mit der Mannschaft knapp einen Medaillengewinn. Bei den Olympischen Spielen im Jahr 2000 in Sydney zog er mit der französischen Equipe ins Finale ein, das Frankreich mit 38:39 gegen Italien verlor. Gemeinsam mit Angelo Mazzoni, Paolo Milanoli, Maurizio Randazzo und Alfredo Rota erhielt er somit die Silbermedaille.